# Леушканово
Леушканово — деревня в Верещагинском районе Пермского края. Входит в состав Путинского сельского поселения.

## Географическое положение
Деревня расположена на берегу реки Лысьва и фактически является западным продолжением административного центра поселения, села Путино.

## Население
| 2010 |
| ---- |
| 120  |

## Топографические карты
- Лист карты O-40-61 Сепыч. Масштаб: 1 : 100 000. Издание 1989 г.